# Homem ao mar
Homem ao mar é seguramente o momento mais estressante não apenas do iatismo, mas da navegação em geral, pelo que é necessário preparar-se para essas situações e ensinar a equipagem a reagir em consequência.
- A pessoa que se apercebe que alguém caiu à água grita Homem ao mar a bombordo (ou estibordo). A partir desse momento essa pessoa não deve deixar de seguir com o olhar a que caiu à água;
- Um outro aproxima-se com uma bóia que é lançada à que está na água;
- Manobrar para recuperar o náufrago segundo uma das três técnicas.

Se a situação passar a uma operação de busca no alto mar, então é  necessário içar a letra O que em  código internacional de sinais em náutica quer dizer "Homem ao mar"   e difundir "MAYDAY" via VHF/MF.

## Calma e silêncio
Num veleiro, mais do que num barco a motor, é preciso efetuar esta manobra com toda a calma pois que  não se pode parar o motor e é preciso usar as condições atmosféricas para se se posicionar de maneira a recuperar o "homem ao mar". O silêncio é indispensável para que cada ordem ou informação pedida ou dada seja ouvida pelo resto da equipagem.
De qualquer maneira todas estas manobras devem terminar-se à capa  com a pessoa a recuperar a sotavento da embarcação  porque:
1. protege-a do vento
2. a borda a sotavento está normalmente mais baixa
3. o barco vai naturalmente derivar aproximando-se dela.[3]

## Manobra em oito
O veleiro descreve um 8 para vir recuperar o náufrago, e mesmo sendo a manobra mais lenta é a mais segura pois nunca se faz a virar em roda mas sim uma (e meia)  virar por davante.
Altera-se o direcção para se receber o vento de través e ao cruzar uma linha imaginária  de 90° entre o náufrago e o vento, virar por davante e arribar (afastar a proa da linha do vento). Continuar nessa direcção até se poder orçar e aproximar do náufrago.

## Curva de Anderson
Mais apropriado em condições de mar, vento e visibilidade favoráveis, limita-se a fazer um círculo (360°) para vir ter ao ponto de partida. Para embarcações de maior porte, deve-se dar todo o leme, em uma situação de ação imediata, para o bordo que a pessoa caiu. Após um desvio de 250 graus do rumo original, colocar o leme a meio e iniciar a manobra de parar a embarcação.
1. Método de recolhimento mais rápido
2. Difícil para uma embarcação de um só eixo propulsor
3. Aproximação à pessoa não é feita em linha reta

## Curva de Williamson
Em más condições de visibilidade ou efetuada por embarcações de maior porte, dar todo o leme, a uma situação de ação imediata, para o bordo que a pessoa caiu. Após um desvio de 60 graus do rumo original, dar todo o leme para o bordo oposto. QUando a proa estiver 20 graus antes do rumo inverso ao original, colocar o leme a meio e levar a embarcação para o rumo oposto ao da queda.
1. Volta a percorrer a trajetória inicial
2. Boa em visibilidade reduzida
3. Simples de ser realizada.
Esta manobra também é conhecida pelo nome de Boutakov, um comandante Russo que a utilizava para a manter os canhões à mesma distancia dos navios inimigos durante a guerra Russo-Japonesa.

## Curva de Scharnov
Dar todo o leme para o bordo em que a pessoa caiu (não deve ser utilizada em uma situação de ação imediata). Após um desvio de 240 graus do rumo original, dar todo o leme para o bordo oposto. QUando a proa estiver a 20 graus antes do rumo inverso ao original, colocar o leme a meio e levar a embarcação ao rumo oposto.
1. Levará a embarcação a percorrer de volta a sua esteira
2. Menor distância a ser percorrida, economizando tempo

## Galeria
MOB é a sigla inglesa para Man Over Board

Manobra em oito
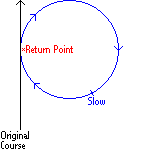
Manobra Anderson
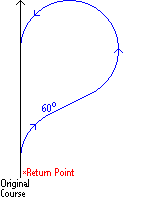
Manobra Williamson